# Extraterritorialità
Il concetto di extraterritorialità trova la sua origine in un'antica concezione del diritto internazionale, derivante forse dal pensiero di Ugo Grozio, che invitava a considerare gli agenti diplomatici di un altro Stato come se si trovassero in una condizione di quasi extra-territorium.
I casi più  comuni di extraterritorialità riguardano la situazione giuridica chiamata di immunità di cui godono le sedi diplomatiche; tale situazione deriva dall'osservanza di obblighi di diritto internazionale da parte dello Stato ospitante la missione a favore dello Stato di cui essa è organo. Oggi la concezione secondo cui il territorio sede di una missione diplomatica non è soggetto alla giurisdizione dello Stato in cui si trova, non è più in uso. Ciò non esclude che per lo Stato ospitante la sede sussistano obblighi; in particolare quelli necessari ad assicurare l'inviolabilità della sede diplomatica. La sede diplomatica non è invece esente da alcune disposizioni locali in materia di sicurezza, edilizia e sanità.

## Esempi di extraterritorialità attuali
- Qualsiasi nave o aeromobile militare battente bandiera straniera;[1]
- il Palazzo Magistrale in Via dei Condotti n° 68 e la Villa Magistrale di Santa Maria del Priorato sull'Aventino a Roma, ambedue del Sovrano Militare Ordine di Malta;
- il Forte Sant'Angelo del Sovrano Militare Ordine di Malta a Malta;
- la sede del Collegio di Spagna a Bologna;
- le proprietà della Santa Sede;
- Moldauhafen, settore extraterritoriale nel porto di Amburgo, in Germania, affittato alla Repubblica Ceca fino al 2028;
- la sede dell'Organizzazione delle Nazioni Unite a New York ed altri suoi uffici in varie parti del mondo (Ginevra, Vienna, Nairobi, Roma...);
- il Bureau International des Poids et Mesures (situato nel Pavillon de Breteuil a Sèvres, nei dintorni di Parigi);
- il CERN (il più grande laboratorio al mondo di fisica delle particelle, situato vicino alla città di Ginevra);
- il Centro Comune di Ricerca dell'Unione Europea (JRC) situato vicino alla città di Ispra (VA), un organismo europeo extraterritoriale (QV);
- l'ICGEB di Trieste ovvero l'International Centre for Genetic Engineering and Biotechnology;
- la base americana della Baia di Guantánamo (Cuba);[2]
- I padiglioni della Biennale di Venezia;[3]
- la chiesa di Sant'Anna, insieme con la chiesa del Pater Noster, il monastero di Abu Gosh e le tombe dei Re a Gerusalemme facenti parte del Dominio nazionale francese in Terrasanta.[4]